# Храмов, Олег Владимирович
Олег Владимирович Храмов (род. 1955) — сотрудник советских и российских органов государственной безопасности, генерал-полковник, зам секретаря Совета безопасности РФ.

## Биография
Олег Владимирович Храмов родился 9 декабря 1955 года в городе Грозном.
В 1973 году Храмов поступил на службу в органы Комитета государственной безопасности при Совете Министров СССР. В 1978 году окончил Высшую школу КГБ СССР. Служил на оперативных и руководящих должностях в системе КГБ СССР.
После распада Советского Союза продолжил службу в системе Министерства безопасности — Федеральной службы безопасности Российской Федерации. В 2003—2006 годах занимал ряд ответственных должностей в Управлении Федеральной службы безопасности Российской Федерации по городу Москве и Московской области. В 2006 году возглавил Управление Федеральной службы безопасности Российской Федерации по Нижегородской области.
В 2009 году Храмов был переведён в центральный аппарат Федеральной службы безопасности, где в течение восьми лет был первым заместителем руководителя службы.
В январе 2017 года вышел в отставку в звании генерал-полковника. 17 января 2017 года назначен заместителем Секретаря Совета Безопасности Российской Федерации.
Заслуженный сотрудник органов безопасности Российской Федерации. Также награжден орденами «За заслуги перед Отечеством» 4-й степени, «За военные заслуги», Почета и Дружбы, медалью ордена «За заслуги перед Отечеством» 2-й степени, рядом других медалей, а также Почетной грамотой Президента Российской Федерации.